# 다섯 마녀 이야기
《다섯 마녀 이야기》(이탈리아어: Le streghe)는 1967년 개봉한 코미디 옴니버스 영화이다. 다섯 편의 에피소드로 구성되어있으며, 각 에피소드를 다섯 명의 감독이 연출하였다.

## 출연

### 주연
- 실바나 망가노

### 조연
- 아니 지라르도
- 프란시스코 라발
- 마시모 지로티
- 베로니크 벤델
- 클라라 칼라마이
- 마릴루 톨로
- 노라 리치
- 헬무트 베르거
- 레슬리 프렌치
- 알베르토 소르디
- 토토
- 니네토 다볼리
- 라우라 베티
- 클린트 이스트우드
- 피에트로 토리시

## 기타
- 미술: 마리오 가르버글리아
- 미술: 피에로 폴레토
- 의상: 피에로 토시